# Фразето
Фразето (фр. Frasseto) је насељено место у Француској у региону Корзика, у департману Јужна Корзика.
По подацима из 2011. године у општини је живело 122 становника, а густина насељености је износила 7,34 становника/km².

## Демографија
| 1962. | 1968. | 1975. | 1982. | 1990. | 2011. |
| ----- | ----- | ----- | ----- | ----- | ----- |
| 122   | 178   | 129   | 64    | 67    | 122   |